# Sérgio Sousa
Pour les articles homonymes, voir Sousa.
Ferreira Sousa est un nom portugais ; le premier nom de famille (d'usage facultatif) est Ferreira et le second est Sousa.
Sérgio Ferreira Sousa, né le 11 octobre 1983 à Santo Tirso, est un coureur cycliste portugais.

## Biographie
Il met un terme à sa carrière cycliste à l'issue de la saison 2016.

## Palmarès
- 2004
  - Grand Prix de Mortágua
- 2008
  - 2e étape de la Rota do Vinho Verde
  - Circuit de Malveira
  - Grande Prémio Gondomar :
    - Classement général
    - 1re étape

  - 2e de la Clássica da Primavera
  - 3e du Tour d'Estrémadure
- 2009
  - 3e du Grande Prémio Gondomar
- 2010
  - 1re étape du Tour d'Albufeira
  - 1re étape de la Volta ao Concelho da Maia
  - 3e étape du Grande Prémio do Minho
  - 2e du Tour d'Albufeira
  - 2e de la Volta ao Concelho da Maia
  - 2e du championnat du Portugal du contre-la-montre
  - 3e du Grande Prémio Gondomar
- 2011
  - Tour d'Albufeira :
    - Classement général
    - 2e étape (contre-la-montre)

  - 3e du Tour des Asturies
- 2012
  - Classement général du Tour d'Albufeira
  - 2e du Grand Prix Liberty Seguros
  - 3e du championnat du Portugal du contre-la-montre
- 2014
  - 3e étape du Tour des Terres de Santa Maria da Feira
  - 2e du championnat du Portugal sur route
  - 2e du Grand Prix Liberty Seguros
  - 2e du Tour des Terres de Santa Maria da Feira
  - 3e du championnat du Portugal du contre-la-montre
- 2016
  - Flèche du Sud :
    - Classement général
    - 4e étape

## Classements mondiaux
| Année           | 2014 | 2015 |
| --------------- | ---- | ---- |
| UCI Europe Tour | 277e | 513e |